# BeOS
BeOS ist ein Betriebssystem der ehemaligen Be Incorporated. Aufgrund seiner Multimedia-Fähigkeiten wurde es von Be auch als „Media OS“ bezeichnet. Am Markt konnte es sich jedoch nicht behaupten und wurde 2001 eingestellt. In der Folge entstand unter anderem Haiku, eine freie Re-Implementierung von BeOS.

## System
Bei BeOS handelt es sich um ein Einbenutzersystem mit einem modularen Hybridkernel für 32-Bit-x86- (ab Pentium) und PowerPC-Prozessoren (PowerPC 603 und 604, G3 nur auf Upgradekarten). Es unterstützt Mehrprozessorsysteme mit bis zu acht Prozessoren und ist multitasking- und multithreadingfähig. BeOS verwendet ein eigenes BeFS genanntes 64-Bit-Journaling-Dateisystem. BeOS liest und beschreibt auch Partitionen, die mit den Windows-Dateisystemen FAT16, FAT32 oder dem Mac-OS-Dateisystem HFS formatiert sind. Auf Partitionen, die mit dem Windows-Dateisystem NTFS oder dem Linux-Dateisystem ext2 formatiert sind, kann lesend zugegriffen werden. Zudem verfügt BeOS über einen Speicherschutz, so dass ein abgestürztes Programm nicht das gesamte System beschädigt. Dies war bei Erscheinen von BeOS eine echte Neuerung im Heimanwenderbereich, verfügten doch die damals populärsten Betriebssysteme Windows 95 und klassisches Mac OS nicht über diese Technik.
BeOS brachte mit bootman seinen eigenen Bootmanager mit, der komplett in den Master Boot Record passt. Er kann keine Dateisysteme lesen und lädt daher ein Betriebssystem so, als ob es direkt gestartet würde, dadurch kann bootman nahezu jedes Betriebssystem starten. BeOS verzichtete auf die Trennung von Kernel und grafischer Oberfläche.

## Versionen
| Version               | Erscheinungsdatum | Plattform                                |
| --------------------- | ----------------- | ---------------------------------------- |
| Developer Release 5   | 1995              | BeBox                                    |
| Developer Release 6   | Januar 1996       | BeBox                                    |
| Developer Release 7   | April 1996        | BeBox                                    |
| Developer Release 8   | September 1996    | BeBox                                    |
| Developer Release 8.2 | Januar 1997       | BeBox und Power Mac                      |
| Developer Release 8.3 | März 1997         | BeBox und Power Mac                      |
| Developer Release 9   | Mai 1997          | BeBox und Power Mac                      |
| Preview Release 1     | Juli 1997         | BeBox und Power Mac                      |
| Preview Release 2     | Oktober 1997      | BeBox und Power Mac                      |
| Release 3             | März 1998         | IA-32 (32-Bit-x86), Power Mac und BeBox* |
| Release 3.1           | Juni 1998         | IA-32 (32-Bit-x86), Power Mac und BeBox* |
| Release 3.2           | Juli 1998         | IA-32 (32-Bit-x86), Power Mac und BeBox* |
| Release 4             | Dezember 1998     | IA-32, Power Mac und BeBox*              |
| Release 4.5           | Juni 1999         | IA-32, Power Mac und BeBox*              |
| Release 5             | März 2000         | IA-32, Power Mac und BeBox*              |

* nur BeBoxen ab Revision 6

### Developer Release
Software-Entwickler erhielten Developer Releases (DR) zusammen mit der BeBox und bekamen dann das jeweils neueste Developer Release zugesandt.
Die früheren Developer Releases laufen nur auf der BeBox von Be, erst ab der DR-Version 8.2 wird auch der Power Macintosh unterstützt. Die erste offiziell erhältliche Version war DR6; DR5 wurde nur an wenige speziell ausgewählte Firmen ausgeliefert. Die DR9 wurde im Mai 1997 auf der BeDC (Be Developer Conference) verteilt und danach an alle registrierten Entwickler verschickt. Die DR9 trägt auch den Namenszusatz AADR, was für advanced access preview release steht, da dies die letzte Version ist, die nur für Entwickler gedacht war und nahezu identisch ist mit der kurze Zeit später erschienenen Preview Release 1. Die DR9 brachte gegenüber der DR8 einige tiefgreifende Änderungen mit sich. So wurde das Dateisystem zu einem 64-Bit-Dateisystem erweitert, was Dateien größer als 2 GB erlaubt, und um Journaling-Funktionen ergänzt.
DR6 und frühere Versionen laufen heute nur noch auf ganz wenigen BeBoxen, da deren Bootloader für spätere Versionen geändert wurde. BeBoxen, die auf diese Weise aktualisiert wurden, können die alten Versionen daher nicht mehr betreiben.

### Preview Release
Die Preview Release 1 (PR1) von BeOS, die vor Erscheinen der Preview Release 2 einfach nur als Preview Release bezeichnet wurde, erschien im Juli 1997 und basiert weitgehend auf der zuvor an Entwickler gelieferten DR9. Die PR1 brachte aber dennoch gegenüber den Developer Releases weitere Neuerungen, wie die Unterstützung für AppleTalk, PostScript-Drucker, Unicode und softwareseitiges OpenGL. Der Preis für den Full Pack (CD mit Handbuch und zwei Updates) der Preview Release 1 betrug 49,95 US-Dollar. Es gab aber auch einen so genannten Trial Pack, der aus einer auf CD gelieferten, uneingeschränkt lauffähigen Preview Release besteht und für 10 US-Dollar erhältlich war.
Die ab Oktober 1997 erhältliche Preview Release 2 war ab November 1997 auch zum kostenlosen Download auf der Internetseite von Be verfügbar. Laut Angaben von Be wurde diese, bis sie mit Erscheinen von Release 3 nicht mehr verfügbar war, insgesamt mehr als 1 Million Mal heruntergeladen.

### Release 3
Das im März 1998 erschienene BeOS 3 ist die erste Version, die auch für die 32-Bit-x86-Architektur IA-32 erhältlich war. Diese kostete anfangs 69,95 US-Dollar, später 99,95 US-Dollar. Es folgte Version 3.1, die weitere Treiber enthält und das Lesen von FAT16-Dateisystemen erlaubt und Festplattenlaufwerke, die 8 GB oder mehr umfassen, unterstützt. BeOS 3.2 bringt erneut weitere Treiber speziell für die x86-Architektur. Auf Basis von Release 3.2 erschien auch eine Live-CD für x86, die für 10 US-Dollar erhältlich war.

### Release 4
BeOS 4 erschien im Dezember 1998 und kostete 99,95 oder 69,95 US-Dollar (bei Bestellung über Bes Webseite). Es bringt gegenüber der Vorgängerversion erneut zusätzliche Treiber und Unterstützung für die gängigsten SCSI-Kontroller auf der x86-Plattform – von Adaptec und Symbios Logic. Eine weitere grundlegende Neuerung ist der Wechsel des Compilers der Version für x86-Prozessoren vom CodeWarrior zum EGCS, da dieser den Code besser für x86-Prozessoren optimiert. Dies machte es erforderlich, dass alle für Release 3 geschriebenen Programme entsprechend angepasst und neu kompiliert werden mussten, da auch das gesamte BeOS für x86 mit diesem Compiler übersetzt worden war.
Eine weitere Neuerung war der Umstieg vom bisher verwendeten Linux Loader (LILO) auf den BeOS-Bootmanager bootman.
Im Februar 1999 machte das Unternehmen Be allen Computerherstellern das Angebot, kostenlose BeOS-Lizenzen zu erhalten. Dieses Angebot galt jedoch nur, wenn die Rechner die Möglichkeit boten, wahlweise Windows oder BeOS zu booten, die beide auf Festplatte installiert sein mussten. Dieses Angebot wurde von verschiedenen Computerherstellern wahrgenommen, so etwa von Fujitsu und Hitachi.
Version 4 sollte eine Aktualisierung auf Version 4.1 folgen, doch stattdessen erhielt die Folgeversion, da sie erhebliche Neuerungen enthält, die Versionsnummer 4.5 und erschien etwas verspätet im Juni 1999. So bietet Version 4.5 erstmals experimentelle Unterstützung für USB und PCMCIA, bringt einen eigenen Mediaplayer mit, und es wird erneut die Anzahl der unterstützten Hardware erhöht, nicht unterstützte Grafikkarten können nun aber mittels eines VESA-Treibers angesprochen werden. Ebenfalls mit BeOS 4.5 erschien ein experimentelles Programm namens World O' Networking (WON), das auf der BeOS 4.5- und BeOS 5-CD mitgeliefert wurde und bis zum Erscheinen von BeOS 5 auch von Bes FTP-Server heruntergeladen werden konnte. Dieses Programm erlaubte es, auf Windows-Rechner über das Netzwerk zuzugreifen.
Es folgten noch Updates auf Version 4.5.1 und 4.5.2, die hauptsächlich Bugfixes enthielten, aber auch ein paar neue Treiber enthalten.

### Release 5
Die letzte von Be entwickelte und veröffentlichte Version war BeOS 5. Sie erschien im März 2000 als „Professional“ und als „Personal Edition“. Die „Professional“ Variante von BeOS 5 wurde in Deutschland und in der Deutschschweiz ab August 2000 vom Unternehmen Koch Media mit deutschem Handbuch und einer weiteren CD mit Free- und Shareware für 169 DM bzw. 149 Franken vertrieben. Die „Personal Edition“ ist eine Gratisversion zur privaten Nutzung, die zuerst nur auf Windows, dann auch auf Linux installiert und von dort gestartet werden kann. Dazu legt das Installationsprogramm eine Image-Datei an. In dieser Image-Datei ist das Abbild eines mit dem BeFS-Dateisystem formatierten Datenträgers mitsamt BeOS-Installation enthalten. Das in der Image-Datei enthaltene BeOS kann mit dem BeOS-Bootmanager bootman gestartet werden, der entweder auf Diskette oder im MBR untergebracht werden kann, oder mit einem Startskript aus dem bereits laufenden Dateisystem (was jedoch Schwierigkeiten bei der Hardwareerkennung bereiten kann).
Die kostenlose „Personal Edition“ wurde auch von verschiedenen Computer-Magazinen auf der Heft-CD mitgeliefert. Dadurch vergrößerte sich die Nutzerzahl schnell, der kommerzielle Erfolg blieb jedoch aus.
Die Updates 5.0.1 und 5.0.2 erschienen nur für BeOS 5 „Professional“, das finale Update 5.0.3 für beide Varianten.
Vor der Übernahme von Be durch Palm gab es Gerüchte um ein BeOS 5.1, das jedoch nie erschien. Eine geleakte Version mit der Versionsnummer R5.1d0 (Codename Dano/EXP) trägt das Datum vom 15. November 2001. Nach der Übernahme stellte der neue Eigentümer Palm jedoch klar, dass BeOS nicht weiterentwickelt werde. Es entstanden verschiedene auf BeOS 5.0.3 aufbauende Varianten, die zusätzliche Treiber und Software enthalten. Beispiele dafür sind BeOS Max und die BeOS Developer Edition. Diese Distributionen verstoßen jedoch gegen die Lizenz von BeOS 5 Personal Edition, welche besagt, dass BeOS nicht in veränderter Form weitergegeben werden darf.

## Anwendungen
BeOS bringt standardmäßig bereits verschiedene Anwendungen mit, etwa den Browser NetPositive, einen Mediaplayer, einen Bildbetrachter (ShowImage), ein E-Mail-Programm (BeMail) und einen Webserver (PoorMan). Zusätzlich bringt BeOS mit SoftwareValet ein Programm mit, das es erlaubt, auf einfache Weise neue Software zu installieren, die in entsprechenden Archiven mit der Endung .pkg untergebracht ist.
Des Weiteren existieren viele verschiedene Free- und Shareware-Programme, da Be schon früh freie Entwickler für BeOS begeistern konnte. Beispiele für derartige Software sind AbiWord und BeZilla (Mozilla-Portierung).
Im April 1996 erschien mit CodeWarrior eine Integrierte Entwicklungsumgebung für BeOS. Ab BeOS 3 gibt es auch von größeren kommerziellen Anbietern verschiedene Software für BeOS, so existieren mit BeBasic und Gobe Productive zwei Office-Pakete für BeOS. Insbesondere Gobe Productive von ehemaligen Mitarbeitern der Apple Works Suite hatte sehr innovative Ansätze. Weitere Software folgte, etwa der Browser Opera. Das Unternehmen BeatWare bot gleich mehrere ihrer Produkte für BeOS an, nämlich das E-Mail-Programm Mail-It, den FTP-Client Get-It und das Grafikprogramm e-Picture. Bei Erscheinen der kostenlosen Personal Edition von BeOS 5 gab BeatWare bekannt, dass Mail-It und Get-It ebenfalls kostenlos erhältlich sind. Von Adamation gab es einen der ersten Home-Videoeditoren, Personal Studio.
Viele weitere kommerzielle Programme gab es insbesondere aus dem Multimediabereich. Videoschnittprogramme (VideoWave), Animationssoftware (Cinema 4D) oder Software zur Audiobearbeitung, etwa Nuendo von Steinberg, waren angekündigt und wurden teilweise auch auf Messen vorgeführt, erschienen jedoch größtenteils nie in einer endgültigen Version. Von der mittlerweile etablierten IK Multimedia existieren Ports von T-Racks und Groovemaker, nachdem man sich auf der Musikmesse in Frankfurt von den Qualitäten des Systems überzeugte. Die Hersteller waren von der generellen Überlegenheit des Systems überzeugt, allerdings vermochte es die Führung von Be Inc. nicht, den notwendigen Support für die Softwarehersteller zu bieten. Der strategische Richtungswechsel auf BeIA war somit für die meisten Unternehmen der Grund, trotz Vorstellung der Produkte auf dem BeOS auf der Cebit, der Musikmesse in Frankfurt oder in Arnheim die Entwicklung einzustellen. Auf einer Entwicklermesse in Frankfurt zeigte sich jedoch deutlich der hohe Latenz- und Geschwindigkeitsunterschied zu Windows-basierten Systemen.

## Geschichte
BeOS wurde ursprünglich für ein Mehrprozessor-System auf Basis des AT&T Hobbit-Prozessors entwickelt. Die Verwendung von zwei Prozessoren gehörte zur Firmenphilosophie, der Slogan „One processor per person is not enough“ drückte dies aus. Schon dieses System trug den Namen BeBox. Noch während der Entwicklung von BeOS wurde die Produktion dieses Prozessors von AT&T eingestellt. Die BeBox wurde daher auf Basis des damals noch jungen RISC-Prozessors PowerPC neu entwickelt. Die erste erschienene BeBox besitzt zwei dieser Prozessoren vom Typ 603 mit je 66 MHz. Das Design ist jedoch sehr unglücklich, da der verwendete Prozessor-Kontroller nur zwei Prozessoren oder einen Prozessor und dessen 2nd-Level-Cache verwalten kann. Dieses Problem wurde auch mit der zweiten BeBox auf Basis von zwei Prozessoren vom Typ 603e mit je 133 MHz nicht vollständig gelöst. Später wurde das System auf Macintosh und dann auf Intel-kompatible Rechner portiert.
Als die BeBox zusammen mit der ersten Entwicklerversion von BeOS im Oktober 1995 auf der Bildfläche erschien – sie konnte nur über die Internetseite von Be bestellt werden – wurden die Geeks als erste Zielgruppe anvisiert. Diese sollten das System nehmen und mit der Unterstützung von Be daraus machen, was auch immer sie wollten. Im Vergleich zu anderen Systemherstellern bot Be den Entwicklern einen besseren Support, guten Kontakt, und den Entwicklerwünschen wurde schnell entsprochen.
Das System sprach damals auch viele Amiga-Entwickler und -Nutzer an, von denen viele auf der Suche nach einer neuen Plattform waren. Noch im Mai 1996 wurde auf dem deutschen Amiga-Meeting in Burlafingen die DeBUG (Deutsche BeBox User Group, später Deutsche Be User Group) gegründet, die bis heute besteht.
Im Sommer 1996 wurde BeOS als Kandidat für die Nachfolge des klassischen Mac OS gehandelt, was im Wesentlichen darauf zurückzuführen war, dass das System mittlerweile auf den Macintosh-Rechnern von Apple lief und eben jene Funktionen bot, die dem klassischen Mac OS zu einem modernen Betriebssystem fehlten.
Noch 1997 konnte man auf der Website von Be lesen, dass BeOS als Betriebssystem entwickelt wurde, welches den alten Ballast abschüttelt und das beste aus der Welt von Unix, Mac OS und AmigaOS aufgreift, auch wenn vom AmigaOS erst sehr spät einige Ideen – hauptsächlich auf Druck der Entwicklergemeinde – übernommen wurden. Dazu gehörte zum Beispiel das vom Amiga bekannte „DataTypes“-System.
Durch die Aufgabe der eigenen Hardware (BeBox) im Januar 1997 gehörte die Mehrprozessorphilosophie der Vergangenheit an, da weder bei Macs noch bei IBM-kompatiblen PCs Mehrprozessorsysteme üblich waren. Aber dennoch läuft das System bis heute auf mehreren Prozessoren.
Im Jahr 1998 präsentierte sich BeOS mit dem Intel-Port als komplett neues, multimediataugliches Betriebssystem. Dies ging so weit, dass sogar behauptet wurde, das System sei von Grund auf für Multimedia entwickelt worden, auch wenn zwei Jahre vorher Multimedia noch kein explizites Thema für BeOS war. Auch für die Entwicklergemeinde hatte sich einiges geändert. Der Erfolgsdruck auf Seiten des Herstellers wurde spürbar. Be erwies sich als sehr unstet, und die oft auftretenden Zielwechsel hatten spürbare Auswirkungen: 1998 hatten sowohl Entwickler- wie auch Nutzergemeinde mindestens zweimal komplett gewechselt, auch das System war in vielen Komponenten immer wieder verworfen und neu entwickelt worden.
1999 sah dennoch nach einem erfolgreichen Jahr für BeOS aus, das System erlangte nach und nach mehr Reife, die Hardwareunterstützung erreichte akzeptable Ausmaße. Die großen Hoffnungen bewahrheiteten sich jedoch nicht, gerade die großen Softwarehersteller zögerten, Software, beispielsweise zur Text- und Grafikverarbeitung, zu portieren.
Die letzte unter der Leitung von Be erschienene Version war BeOS 5 aus dem Jahr 2000. Diese erschien sowohl als „Professional Edition“, die kommerziell vertrieben wurde, als auch als kostenlose „Personal Edition“, die auch von verschiedenen Computer-Magazinen auf der Heft-CD mitgeliefert wurde. Durch diese Version vergrößerte sich die Nutzerzahl stark, der kommerzielle Erfolg blieb jedoch aus. Dennoch hatten einige Firmen aus dem Multimediabereich bereits Portierungen ihrer Produkte angekündigt. Überraschend kam dann ein erneuter Kurswechsel von Be: BeOS als eigenständiges Produkt wurde aufgegeben zugunsten von BeIA, einem Betriebssystem für sogenannte Internet Appliances. BeOS sollte nur noch als Entwicklungsplattform für BeIA dienen und nur in sehr eingeschränktem Maße – wie es die Entwicklung von BeIA erforderte – weiter gewartet und veröffentlicht werden. Dies führte dazu, dass nicht nur viele Anwender, sondern vor allem die professionellen Anbieter BeOS den Rücken kehrten – noch bevor ihre Anwendungen fertig portiert waren.
Das Unternehmen Be musste dann 2001 Gläubigerschutz beantragen, da das Geschäft mit den Internet Appliances so schnell vorbei war, wie es begonnen hatte. Sehr zügig wurden alle geistigen Besitztümer von Be an das Unternehmen Palm verkauft und die Entwicklung von BeOS offiziell eingestellt.

## Nachfolgeprojekte

### Haiku (OpenBeOS)
Mit dem Ende von Be und der Tatsache, dass Palm an einer Weiterentwicklung nicht interessiert war, begann die Entwicklung von Haiku (damals noch unter dem Namen OpenBeOS), einer Implementierung als Open Source.
Haiku wird aktiv weiter entwickelt und jährliche Betaversionen und nächtliche Builds sind von der Projektseite downloadbar.

### ZETA
ZETA ist eine Weiterentwicklung von BeOS auf Basis dessen originären Quelltexts und ein proprietäres, kostenpflichtiges Betriebssystem, das aufgrund schlechter Verkaufszahlen und rechtlicher Konflikte eingestellt wurde. Es kam am 3. November 2003 auf den Markt und wurde bis Anfang 2006 vom Mannheimer Unternehmen yellowTAB herausgegeben. Nach dessen Insolvenz veröffentlichte das Unternehmen Magnussoft Anfang 2007 mit ZETA 1.5 die letzte Version; bereits im April 2007 wurde es eingestellt.
Als daraufhin der Hauptentwickler, Bernd Korz, öffentlich Überlegungen über eine Freigabe des unter seiner Leitung entstandenen Quelltexts anstellte, meldete sich ein Vertreter von Access, Inc., Inhaber der BeOS-Rechte, zu Wort und erklärte, Bernd Korz habe nie eine Lizenz zur Nutzung des BeOS-Quelltexts besessen und folglich sei ZETA ein illegales Derivat. Magnussoft reagierte, indem es ZETA „vorläufig“ vom Markt nahm.

### BlueEyedOS
BlueEyedOS versuchte aufbauend auf dem Linux-Kernel und einem X-Server ein System unter LGPL zu erstellen, das sowohl optisch als auch von den Schnittstellen kompatibel zu BeOS ist. Die Arbeit an BlueEyedOS begann am 1. Juli 2001 unter dem Namen BlueOS und wurde im Februar 2005 eingestellt.

### Cosmoe
Cosmoe wurde von Bill Hayden als ein quelloffenes Betriebssystem entworfen, das auf dem Quellcode von AtheOS basiert, jedoch als Kernel nicht den ursprünglichen AtheOS-Kernel, sondern den Linux-Kernel verwendet. Es ähnelt optisch BeOS. Das Ziel des Projekts war jedoch, dass es auch quellcodekompatibel zu BeOS wird.
Cosmoe unterliegt der GPL und LGPL. Die letzte Version 0.7.2 wurde am 17. Dezember 2004 veröffentlicht. Projektautor Hayden erklärte im Dezember 2006 in einem Interview, dass er seit längerer Zeit nicht mehr an dem Betriebssystem gearbeitet habe und dass er es begrüßen würde, wenn ein Nachfolger die Entwicklung weiterführen würde. In einem Posting vom 6. Februar 2007 erklärte er, dass er die Entwicklung wieder aufgenommen habe. Am Ende desselben Monats verbreitete er zudem, die Veröffentlichung von Version 0.8 stehe unmittelbar bevor. Diese ist jedoch ausgeblieben, sodass Cosmoe als verwaist angesehen werden muss.

### ZevenOS
ZevenOS griff 2008 zumindest optisch den Ansatz von BlueEyedOS wieder auf, ein Linux-System als Betriebssystem-Grundlage zu verwenden (Details Liste von Linux-Distributionen).